# Джерело «Худенкова криниця»
Джерело Худенкова криниця — гідрологічна пам'ятка природи місцевого значення. Розташована  на території Ободівської територіальної громади Гайсинського району Вінницької області поблизу с. Цибулівка.
Оголошена відповідно до Рішення Вінницького облвиконкому від 29.08.1984 р. № 371. Площа - 0,01 га.
Охороняється потужне джерело ґрунтової води глибиною до 2 м., що має лікувальні властивості.

## Галерея

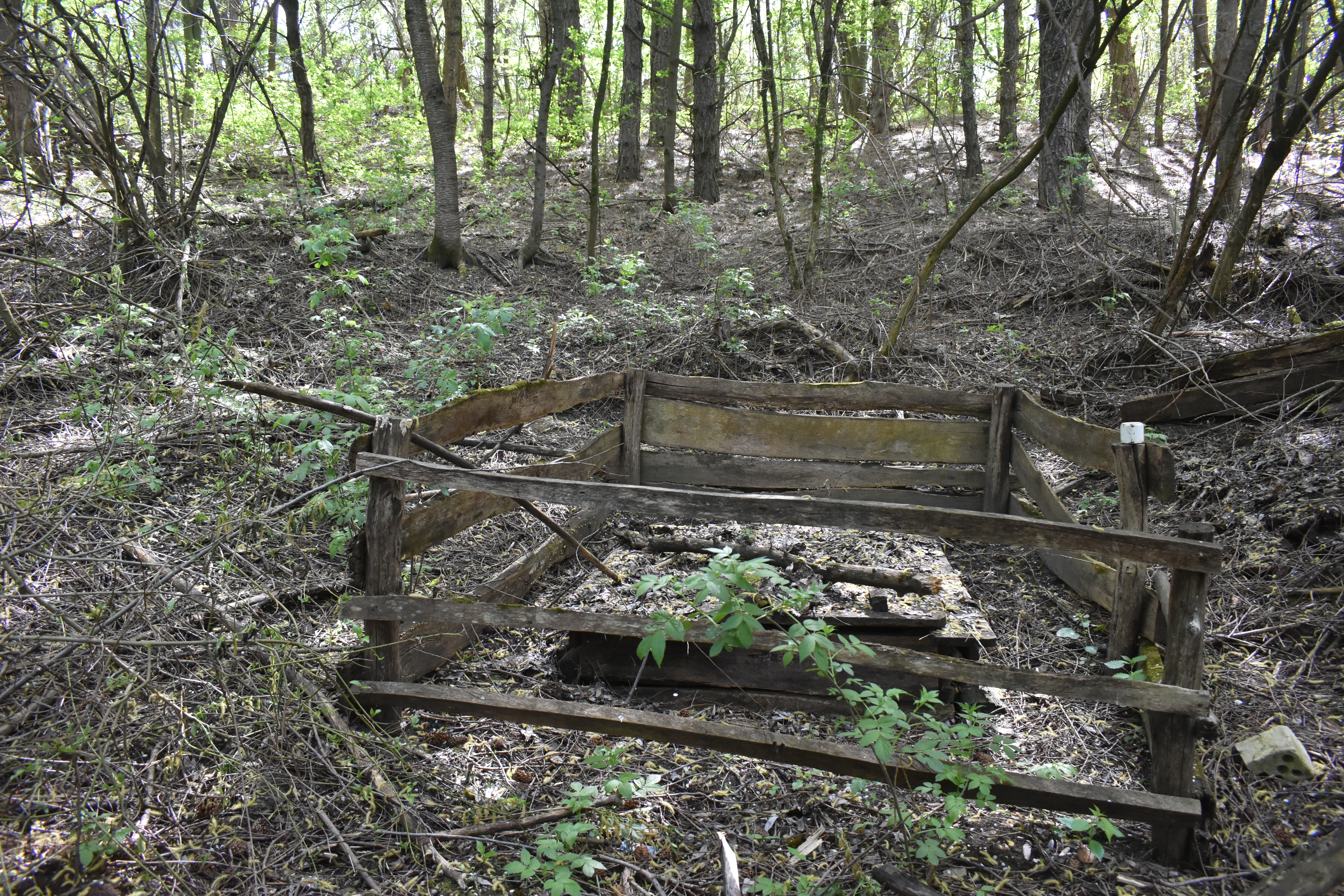
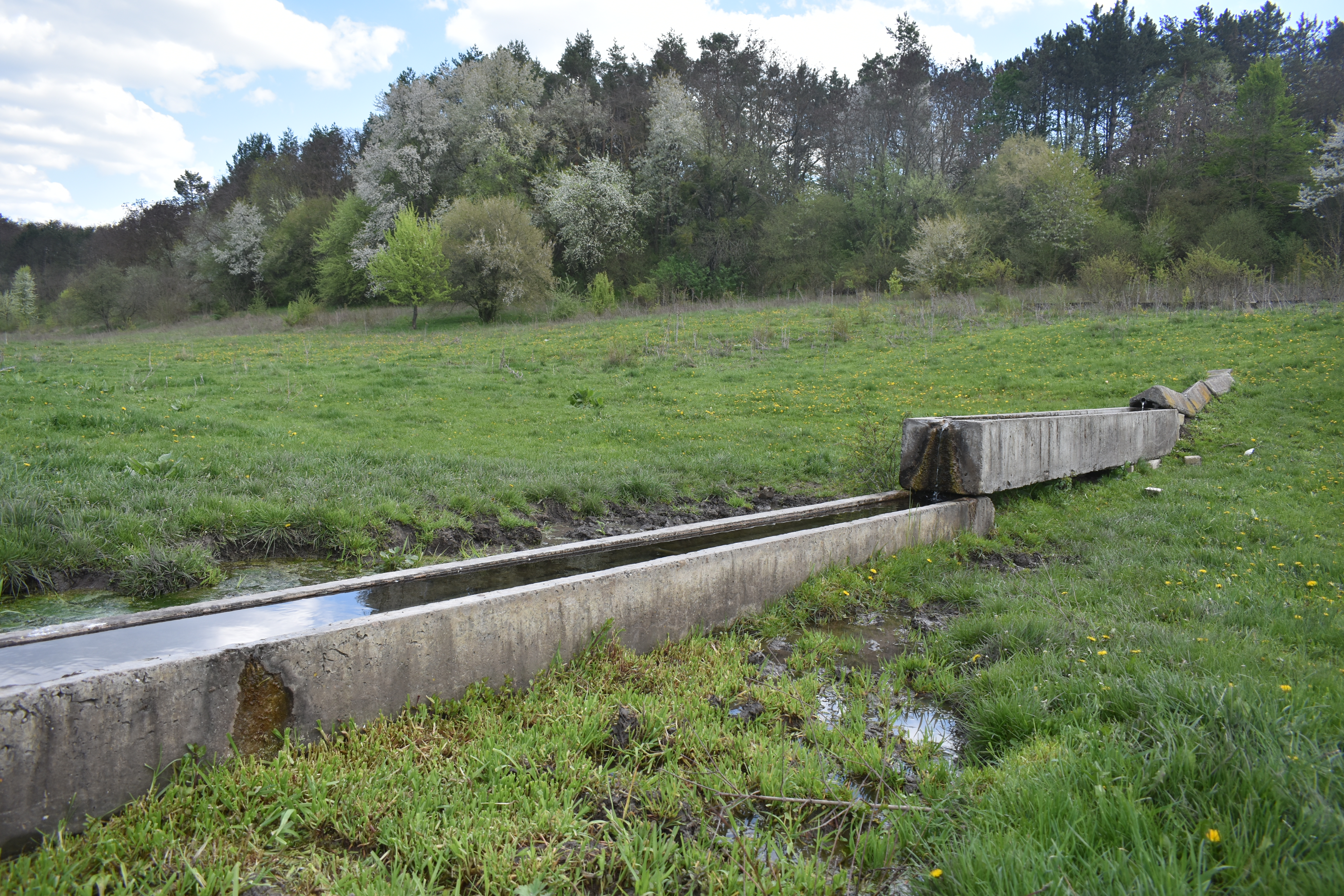
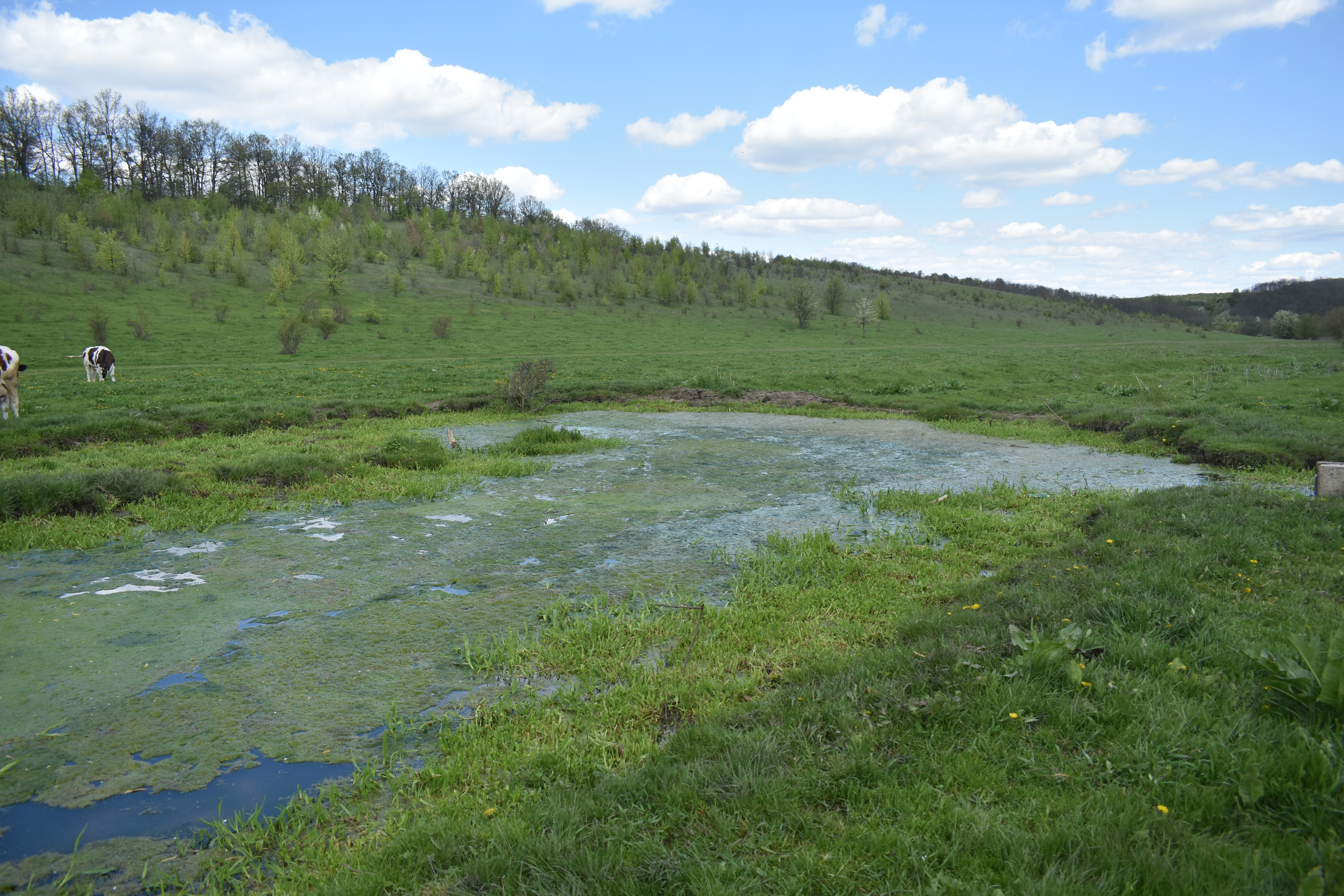
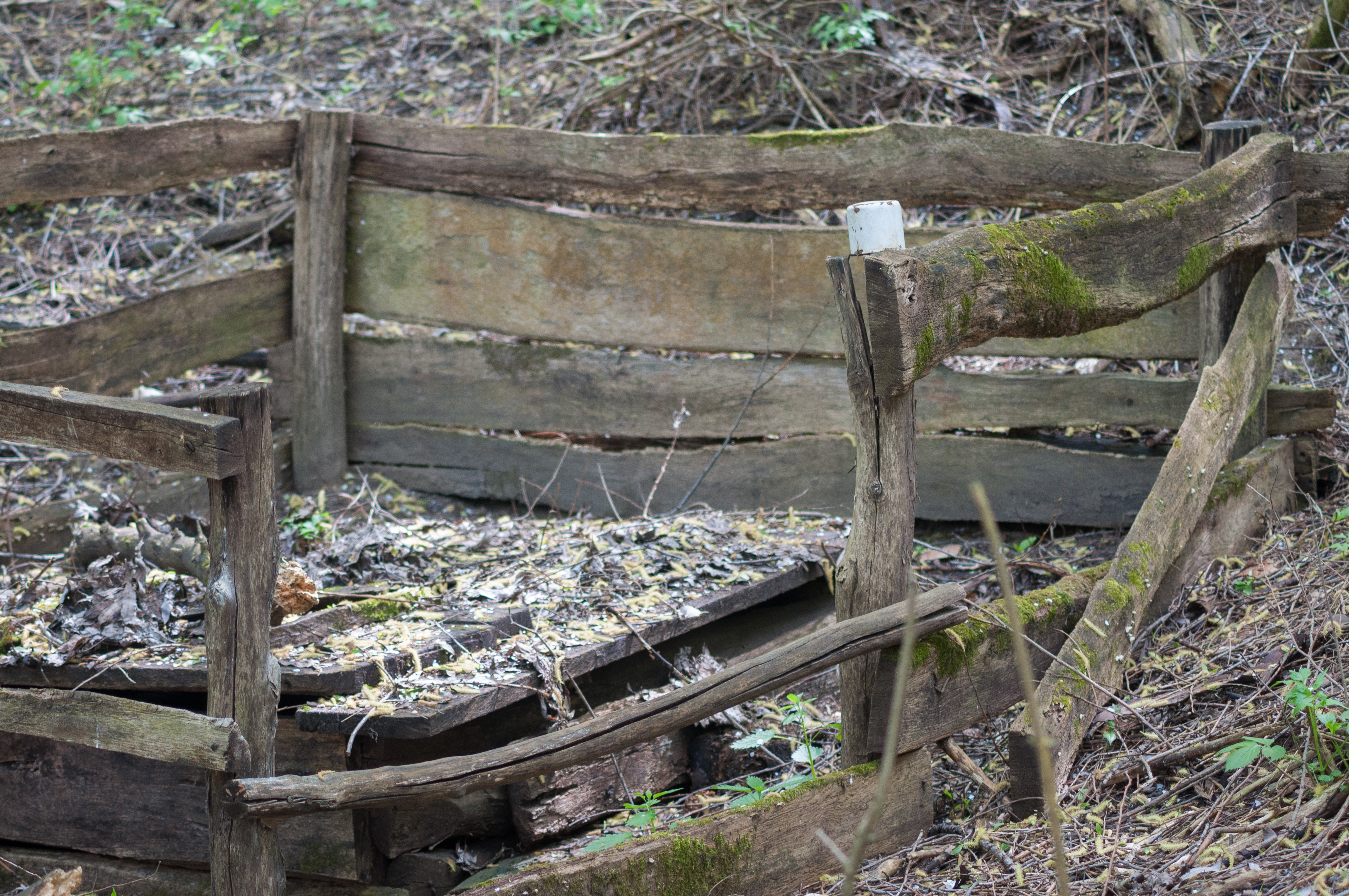